# Muskelbauch
Als Muskelbauch (lat. Venter) bezeichnet man die Anschwellung eines Skelettmuskels zwischen Ursprung und Ansatz. Ein Muskelbauch ist vor allem bei spindelförmigen Muskeln (Musculi fusiformes, Singular Musculus fusiformis) prominent. Einige wenige Skelettmuskeln haben zwei Muskelbäuche, nämlich wenn zwischen Ursprung und Ansatz eine Zwischensehne zur Ausbildung zweier in Reihe geschalteter Muskelbäuche führt. Zweibäuchige Muskeln beim Menschen sind der Schulter-Zungenbein-Muskel (Musculus omohyoideus) und der zweibäuchige Muskel (Musculus digastricus).